# Hrochoť
Hrochoť (bis 1927 slowakisch auch „Chrochoť“; ungarisch Horhát, deutsch Anderdorf oder Hrochott) ist eine Gemeinde in der Mitte der Slowakei mit 1428 Einwohnern (Stand 31. Dezember 2024) und gehört zum Okres Banská Bystrica, einem Kreis des Banskobystrický kraj.

## Geographie

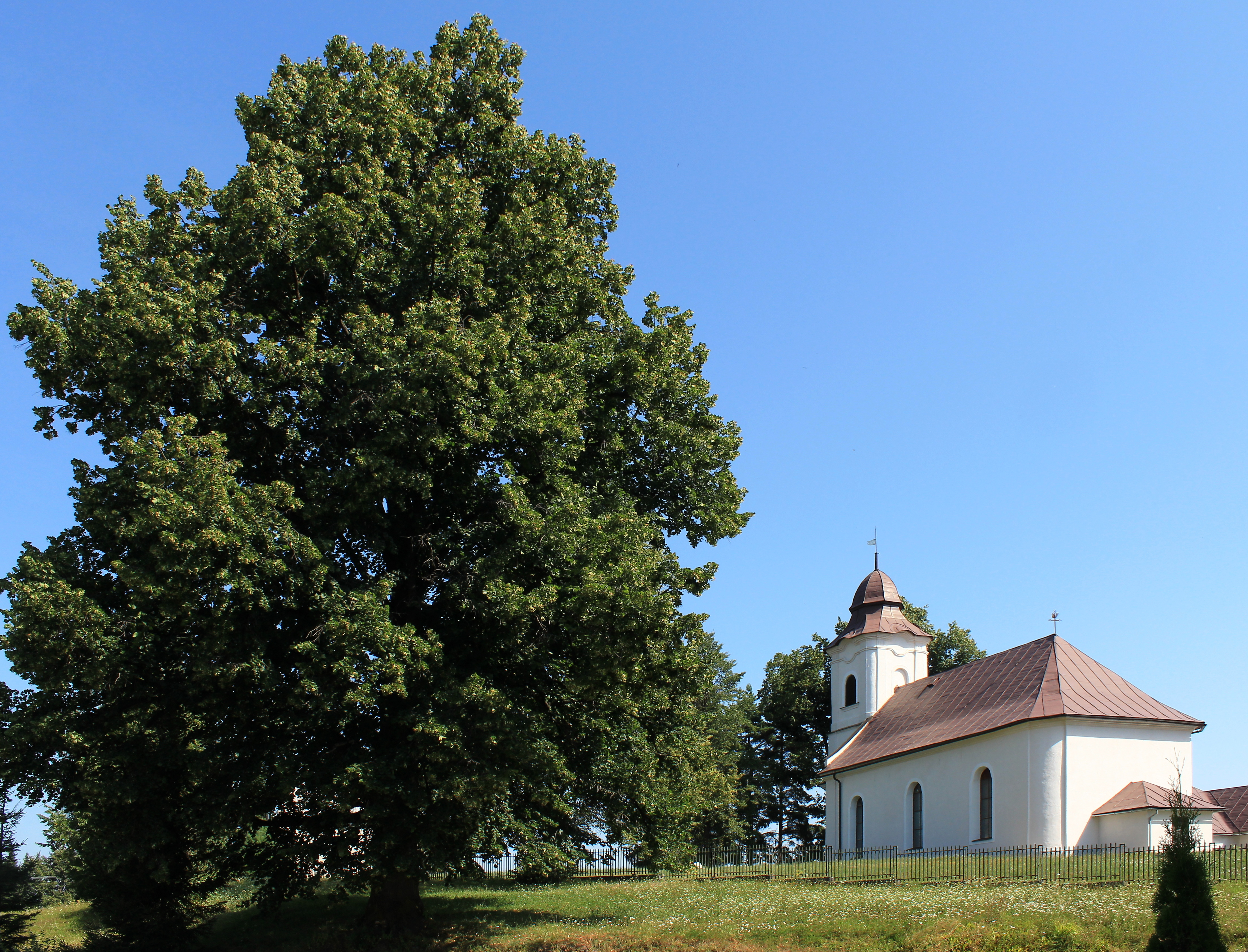
Evangelische Kirche (rechts) und Sládkovič-Gedenklinde (links)

Die Gemeinde befindet sich im Gebirge Poľana oberhalb des Baches Hučava und bei der Quelle des Baches Hrochoťský potok. Das Gemeindegebiet ist in West-Ost-Richtung ausgedehnt und zumeist nur 1–2 km breit und umfasst große Teile des Tals Hrochoťská dolina im erloschenen Vulkangebirge Poľana; große Teile gehören zum Landschaftsschutzgebiet Poľana. Das Ortszentrum liegt auf einer Höhe von 636 m n.m. und ist 20 Kilometer von Banská Bystrica sowie 22 Kilometer von Zvolen entfernt.
Nachbargemeinden sind Dúbravica und Poniky im Norden, Strelníky und Ľubietová im Nordosten, Hronec und Brezno im Osten, Očová im Süden, Sebedín-Bečov im Südwesten und Čerín im Westen.

## Geschichte
Hrochoť wurde zum ersten Mal 1424 als Horhagh schriftlich erwähnt. Nach einem Privileg von 1479 waren die Einwohner königliche Jäger und standen nicht in einem Untertanen-Verhältnis zum Herrschaftsgut von Vígľaš. Zwischen dem 16. und 19. Jahrhundert waren sie zudem im Dienste der Gespanen des Komitats Sohl. Im 18. und 19. Jahrhundert waren die Einwohner in der Forstwirtschaft und Viehhaltung sowie als Hersteller von Schindel, Schnittholz und Fuhrmänner beschäftigt.
Bis 1918 gehörte der im Komitat Sohl liegende Ort zum Königreich Ungarn und kam danach zur Tschechoslowakei beziehungsweise heute Slowakei.

## Bevölkerung
| Jahr                | 1994 | 2004    | 2014    | 2024    |
| ------------------- | ---- | ------- | ------- | ------- |
| Anzahl der Personen | 1347 | 1432    | 1502    | 1428    |
| Unterschied         |      | +6,31 % | +4,88 % | −4,92 % |

| Jahr                | 2023 | 2024    |
| ------------------- | ---- | ------- |
| Anzahl der Personen | 1432 | 1428    |
| Unterschied         |      | −0,27 % |

Nach der Volkszählung 2011 wohnten in Hrochoť 1499 Einwohner, davon 1404 Slowaken, vier Roma, drei Tschechen, jeweils zwei Magyaren und Russinen und jeweils ein Mährer und Russe. 82 Einwohner machten bezüglich zur Ethnie keine Angabe. 881 Einwohner bekannten sich zur evangelischen Kirche A. B., 254 Einwohner zur römisch-katholischen Kirche, 13 Einwohner zur evangelisch-methodistischen Kirche, 12 Einwohner zu den Zeugen Jehovas und je fünf Einwohner zur altkatholischen Kirche und zur reformierten Kirche; alle weiteren Konfessionen hatten weniger als fünf Gläubige. 128 Einwohner waren konfessionslos und bei 174 Einwohnern wurde die Konfession nicht ermittelt.
Ergebnisse nach der Volkszählung 2001 (1374 Einwohner):
| Nach Ethnie: - 98,84 % Slowaken - 0,66 % Roma - 0,15 % Tschechen | Nach Konfession: - 74,89 % evangelisch - 15,28 % römisch-katholisch - 5,82 % konfessionslos |

## Sehenswürdigkeiten
- evangelische Kirche von 1830
- Kapelle im klassizistischen Stil von 1857